# Lamponusa gleneagle
Lamponusa gleneagle är en spindelart som beskrevs av Norman I. Platnick 2000. Lamponusa gleneagle ingår i släktet Lamponusa och familjen Lamponidae.
Artens utbredningsområde är Western Australia. Inga underarter finns listade i Catalogue of Life.